# Plaza de la Revolución Antonio Maceo
La Plaza de la Revolución Mayor General Antonio Maceo y Grajales, también conocida como Plaza Antonio Maceo o Plaza de la Revolución de Santiago de Cuba, es la plaza más grande de la ciudad de Santiago de Cuba, donde se han realizado y se realizan los actos políticos, religiosos y culturales más multitudinarios y significativos de la ciudad desde que esta Plaza fue fundada. Es considerada la versión santiaguera de la Plaza de la Revolución de La Habana.

## Detalles
Fue inaugurada en 1991, durante el cierre del IV Congreso del Partido Comunista de Cuba que se celebró en la ciudad, y es una de las obras más significantes del siglo XX en la misma. Es uno de los símbolos indiscutidos de Santiago de Cuba, junto al Parque Céspedes, la Catedral, el Ayuntamiento, el Cuartel Moncada, El Morro, la calle Enramadas y el Paseo Marítimo. 
Esta Plaza se expresa de manera significativa dentro de la plástica cubana actual, por su integración a la trama urbana, su diseño contemporáneo, la calidad de los materiales constructivos y la fusión de los valores artísticos-plásticos y de multifuncionalidad espacial.
Se localiza a la entrada de la ciudad, en una encrucijada vial que ha determinado una composición planimétrica a base de triangulaciones sucesivas, que permite observar dos grandes espacios bien diferenciados: el área congregacional y el volumen arquitectónico donde se ubica el conjunto monumentario, emplazado en una suave colina artificial donde se conjuga el conjunto de machetes y la figura ecuestre del Mayor General Antonio Maceo, realizada por el escultor Alberto Lescay. La escalinata-tribuna funciona como antesala del conjunto monumentario y es el enlace entre los 23 machetes y la figura ecuestre de Maceo.
El área de concentración cuenta con una extensa zona pavimentada donde se alternan franjas de granito gris, verde y rojo, a continuación un área cubierta con césped y vegetación.
Un espacio de alta connotación es el recinto circular de la llama eterna diseñado por los artistas Guarionex Ferrer y Adolfo Escalona, que queda delimitado por un muro de hormigón armado, marcado con diagonales que aluden a las franjas de la bandera cubana y contiene inscripciones de diferentes pensamientos, así como las tres estrellas de bronce que representan los grados militares de Antonio Maceo.
En el sótano del conjunto monumentario se encuentra el Salón de los Vitrales, una sala protocolar que ha devenido en sitio apropiado para condecoraciones y eventos significativos y que sirvió de sacristía a los papas Juan Pablo II y Benedicto XVI cuando oficiaron misa en esta plaza.
La Plaza de la Revolución Antonio Maceo fue declarada Monumento Nacional por la Resolución 5/2011.

## Hitos históricos
Además de ser la sede tradicional de los desfiles y actos multitudinarios en la ciudad, resaltamos los hitos históricos de esta Plaza:
- 14 de octubre de 1991: Clausura del IV Congreso del Partido Comunista de Cuba
- 24 de enero de 1998: Misa de Coronación de la Virgen de la Caridad del Cobre y por la Patria del papa Juan Pablo II
- 26 de marzo de 2012: Misa Solemne de la Anunciación del Señor del papa Benedicto XVI
- 13 de diciembre de 2015: Concierto de Olga Tañón.
- 3 de diciembre de 2016: Acto Nacional de despedida física de Fidel Castro, cuyas cenizan reposaron en el lugar hasta su traslado al Cementerio de Santa Ifigenia.

## Ubicación
Está ubicada a la entrada de la zona más urbana de la ciudad, en un entrecruce de varias de las principales avenidas de la misma: Avenida de las Américas, Avenida de los Desfiles y Carretera Central. Se encuentra en el Reparto Sueño del Distrito Abel Santamaría.